# Zmarli w styczniu 2025

## Styczeń 2025
- 31 stycznia
  - Susan Alcorn(inne języki) – amerykańska kompozytorka grająca na elektrycznej gitarze hawajskiej[1]
  - Danuta Baszkowska – polska nauczycielka i ekumenistka[2]
  - Carlos Ferrero Costa(inne języki) – peruwiański prawnik i polityk, premier (2003–2005)[3]
  - Włodzimierz Kwaśniewicz – polski historyk i publicysta, dyrektor Lubuskiego Muzeum Wojskowego (1985–2012)[4][5]
- 30 stycznia
  - Dick Button – amerykański łyżwiarz figurowy, mistrz olimpijski (1948, 1952) i świata (1948, 1949, 1950, 1951, 1952)[6]
  - Julius Chan(inne języki) – papuaski polityk, premier (1980–1982, 1994–1997 i 1997), gubernator Nowej Irlandii (2007–2025)[7]
  - Marianne Faithfull – brytyjska piosenkarka[8]
- 29 stycznia
  - Dawid Bartos – polski piłkarz[9][10]
  - Betty Bonney – amerykańska piosenkarka pop[11]
  - Iwan Charałampiew – bułgarski językoznawca, profesor[12]
  - Tobias Eder(inne języki) – niemiecki hokeista, reprezentant kraju[13]
  - Gianpaolo Grisandi – włoski kolarz torowy, mistrz świata (1985)[14]
  - Roman Piotrowski – polski lekarz kardiolog, dr hab., profesor CMKP[15]
  - Jewgenia Szyszkowa(inne języki) i Wadim Naumow(inne języki) – rosyjscy łyżwiarze figurowi, medaliści mistrzostw świata (1993, 1994, 1995) i Europy (1991, 1992, 1993, 1994, 1995)[16]
  - Jerzy Wąsowicz – polski żeglarz i podróżnik[17][18]
  - Richard Williamson – angielski duchowny, ekskomunikowany biskup katolicki, były członek Bractwa Świętego Piusa X[19], założyciel Katolickiego Ruchu Oporu[20]
- 28 stycznia
  - Horst Janson – niemiecki aktor[21]
  - Longin Mażewski – polski ekonomista i samorządowiec, wiceprezydent Gdańska (1994–1998)[22]
  - Galina Minaiczewa – rosyjska gimnastyczka sportowa, mistrzyni olimpijska (1952) i świata (1954)[23]
  - Serapion (Kołosnicyn) – rosyjski duchowny prawosławny, biskup kokczetawski i akmoliński (2013–2025)[24]
  - Michaił Szkabardnia – rosyjski polityk, deputowany do Rady Najwyższej ZSRR, (1979–1989), minister (1980–1990)[25]
  - Przemysław Wojciechowski – polski dziennikarz[26]
- 27 stycznia
  - Alina Aleksandrowicz-Ulrich – polska historyczka literatury, profesor[27][28]
  - Guy Delhasse – belgijski piłkarz[29]
  - Maciej Petruczenko – polski dziennikarz sportowy[30][31][32]
  - Baldur Preiml – austriacki skoczek narciarski, medalista olimpijski (1968)[33]
- 26 stycznia
  - Kazuyoshi Akiyama(inne języki) – japoński dyrygent, dyrektor muzyczny Tokijskiej Orkiestry Symfonicznej (1964–2004)[34]
  - Gaositwe Chiepe(inne języki) – botswańska polityczka, minister spraw zagranicznych (1984–1994)[35]
  - Anżelika Dutko-Paszkiewicz – polska pedagog, wykładowczyni akademicka[36]
  - Moses Effiong – nigeryjski piłkarz, olimpijczyk (1980), mistrz Afryki (1980)[37]
  - Ireneusz Jan Kamiński – polski historyk sztuki, dr hab., profesor UMCS[38]
  - Jacek Osadowski – polski scenograf filmowy i telewizyjny[39]
  - Andrzej Pacut – polski inżynier elektronik i biometryk, profesor[40]
  - Mary Peach – południowoafrykańska aktorka[41]
  - Gary Phillips – amerykański koszykarz[42]
  - Avtar Singh Bhurji – ugandyjski hokeista na trawie[43]
  - Arto Salomaa(inne języki) – fiński matematyk i informatyk, profesor[44]
  - Grant Tambling – australijski polityk, członek Izby Reprezentantów (1980–1983), senator (1987–2001), gubernator Terytorium Wyspy Norfolk (2003–2007)[45]
  - Joanis Ziangas – grecki inżynier i polityk, poseł do PE (1982–1984) i Parlamentu Grecji (1986–1993 i 1996–2000)[46]
- 25 stycznia
  - Anastazy (Jannulatos) – grecko-albański duchowny prawosławny, arcybiskup Tirany i całej Albanii (1992–2025)[47]
  - Krystyna Bartz – polska matematyczka, dr hab., profesor UAM[48]
  - Greg Bell – amerykański lekkoatleta, skoczek w dal, mistrz olimpijski (1956)[49]
  - Marcin Czerechowicz (Amos The Ancient Prophet) – polski raper i producent muzyyczny[50]
  - Dražen Dalipagić – serbski koszykarz, mistrz olimpijski (1976, 1980), świata (1978) i Europy (1973, 1975, 1977)[51]
  - Olga James – amerykańska piosenkarka i aktorka[52]
  - Janusz Kubicki – polski lekarz ginekolog, dr hab., prorektor PMWSZ w Opolu (2003–2010)[53]
  - Danuta Szlachcic-Dudzicz – polska historyk[54][55]
- 24 stycznia
  - Dimitris Domazos – grecki piłkarz[56]
  - DJ Unk (właśc. Anthony Platt) – amerykański raper, DJ i producent muzyczny[57]
  - Olga Goldberg-Mulkiewicz – polsko-izraelska etnografka i etnolożka, profesor[58]
  - Stanisław Malec – polski działacz partyjny i państwowy, inżynier, wojewoda szczeciński (1982–1990)[59]
  - Mariusz Ramotowski – polski pracownik służb ochrony przyrody oraz samorządowiec, burmistrz Goniądza (2014–2018)[60]
  - Eddy Wauters – belgijski piłkarz i działacz sportowy, prezes Royal Antwerp FC (1969–2012)[61]
  - Marcin Wicha – polski grafik, pisarz i eseista[62]
  - Mirosław Żak – polski geodeta, profesor[63]
- 23 stycznia
  - Anthony Basso – francuski piłkarz[64][65]
  - Arkadiusz Błochowiak – polski urzędnik i samorządowiec, członek zarządu województwa wielkopolskiego (2007–2010)[66]
  - Krzysztof Chwałowski – polski informatyk, współzałożyciel Muzeum Historii Komputerów i Informatyki w Katowicach[67]
  - Grzegorz Gąsiorowski – polski rugbysta, reprezentant kraju[68]
  - Krasimir Koczew – bułgarski zapaśnik, olimpijczyk (2000, 2004), wicemistrz świata (2001, 2003)[69]
  - Jarosław Margas – polski pięściarz, trener oraz działacz pięściarski[70]
  - Maria Radomska-Tomczuk – polska artystka graficzka i pedagog, profesor[71]
  - Janusz Wojtasik – polski historyk, profesor[72]
- 22 stycznia
  - Kazimierz Budek – polski piłkarz[73]
  - Barry Goldberg(inne języki) – amerykański pianista i klawiszowiec rockowy i bluesowy, kompozytor i producent muzyczny[74]
  - Renata Gorczyńska – polska dziennikarka, pisarka, tłumaczka i krytyczka literacka[75]
  - Nicholas Eadie(inne języki) – australijski aktor[76]
  - Czesław Lipski – polski inżynier, profesor, wykładowca Uniwersytetu Rolniczego w Krakowie[77]
  - Michael Longley – północnoirlandzki poeta[78]
  - Vasco Joaquim Rocha Vieira(inne języki) – portugalski wojskowy, generał, ostatni gubernator Makau (1992–1999)[79]
- 21 stycznia
  - Jo Baer(inne języki) – amerykańska artystka malarka[80]
  - Håkon Bleken – norweski artysta malarz[81]
  - Mauricio Funes – salwadorski dziennikarz i polityk, prezydent (2009–2014)[82]
  - Petr Hannig – czeski piosenkarz, kandydat na urząd prezydenta (2018)[83]
  - Garth Hudson – kanadyjski muzyk rockowy, pianista, saksofonista, członek zespołu The Band[84]
  - Tadeusz Morzy – polski informatyk, profesor[85]
  - Krystyna Sieraczyńska – polska artystka malarka[86]
  - Tomasz Skirecki – polski lekarz anestezjolog, dr hab.[87][88]
  - Keiichi Suzuki – japoński łyżwiarz szybki, wicemistrz świata (1970), olimpijczyk (1964, 1968, 1972)[89]
- 20 stycznia
  - Lynn Ban(inne języki) – singapurska projektantka biżuterii[90]
  - Bertrand Blier – francuski reżyser i scenarzysta filmowy[91]
  - Antoni Feluś – polski prawnik, kryminalistyk, profesor[92]
  - Willard Ikola(inne języki) – amerykański hokeista i trener hokejowy, olimpijczyk i medalista olimpijski (1956)[93]
  - Henryk Kondziela – polski historyk sztuki, dyrektor Muzeum Narodowego w Poznaniu (1978–1990)[94]
  - Fred Newhouse – amerykański lekkoatleta, sprinter, mistrz i wicemistrz olimpijski (1976)[95]
  - Czesław Owczarek – polski nauczyciel i samorządowiec, wiceprezydent Skierniewic (1999–2006), radny miejski[96]
  - Reinhard Todt(inne języki) – austriacki samorządowiec i polityk, przewodniczący Rady Federalnej (2013 oraz 2018)[97]
  - Lucyna Maria Wyroślak – polska poetka[98]
- 19 stycznia
  - Christopher Fifield – angielski dyrygent, historyk muzyki klasycznej, muzykolog[99]
  - Kaiti Grey(inne języki) – grecka piosenkarka[100]
  - Eva Klein(inne języki) – węgiersko-szwedzka biolożka, profesor[101]
  - Szymon Skoczylas – polski gitarzysta, członek zespołu Apogeum[102][103]
- 18 stycznia
  - Dave Bargeron(inne języki) – amerykański muzyk jazzowy, puzonista, członek zespołu Blood, Sweat & Tears (1970–1978)[104]
  - Lázaro Betancourt – kubański lekkoatleta, płotkarz, olimpijczyk (1964)[105]
  - Gary Brooke(inne języki) – angielski piłkarz[106]
  - Jan Bunkiewicz – polski samorządowiec, wójt gminy Grębocice (1990–2002)[107]
  - Don Cupitt – brytyjski teolog anglikański[108]
  - Bojko Dimitrow(inne języki) – bułgarski polityk, minister spraw zagranicznych (1989–1990), adoptowany syn Georgi Dimitrowa[109]
  - Claire van Kampen(inne języki) – angielska reżyserka, kompozytorka i dramatopisarka[110]
  - John Lapli – salomoński duchowny i polityk, gubernator generalny (1999–2004)[111]
  - Jan Mycielski – polsko-amerykański matematyk, logik i filozof, profesor[112][113]
  - Tadeusz Pater – polski duchowny rzymskokatolicki, salezjanin, działacz kresowy[114]
  - Teresa Potulicka-Łatyńska – polska autorka wspomnień, uczestniczka powstania warszawskiego, dama orderów[115][116]
  - Stefan Turnau – polski dydaktyk matematyki, doktor habilitowany[117]
  - Eliška Wagnerová(inne języki) – czeska prawniczka i polityczka, prezes Sądu Najwyższego (1998–2002), wiceprezes Sądu Konstytucyjnego (2002–2012), senator (2012–2018)[118]
- 17 stycznia
  - Jules Feiffer(inne języki) – amerykański rysownik, satyryk i dramatopisarz, laureat Nagrody Pulitzera (1986)[119]
  - Didier Guillaume – francuski polityk i samorządowiec, senator (2008–2018 i 2020), minister rolnictwa Francji (2018–2020), minister stanu Monako (2024–2025)[120]
  - Zygmunt Hajduk – polski duchowny katolicki, dr hab., profesor KUL[121]
  - Klemens Haselsteiner(inne języki) – austriacki menedżer, prezes zarządu firmy Strabag[122]
  - Jerzy Jaśkowski – polski lekarz, doktor nauk medycznych[123]
  - Janusz Krzysztof Kozłowski – polski archeolog, profesor[124]
  - Denis Law – szkocki piłkarz[125]
  - Russell Marshall(inne języki) – nowozelandzki dyplomata i polityk, minister spraw zagranicznych (1987–1990)[126][127]
  - Punsalmaagijn Oczirbat – mongolski polityk, prezydent (1990–1997)[128]
  - Martin Pollack – austriacki pisarz, dziennikarz, tłumacz i promotor literatury polskiej[129]
  - Jan Shepard(inne języki) – amerykańska aktorka[130]
  - Barbara Szacka – polska socjolog, emerytowana profesor Uniwersytetu Warszawskiego[131]
  - Wacław Szacoń – polski wojskowy, członek NOW, AK, WiN, więzień polityczny[132]
  - Wiesław Szurek – polski duchowny rzymskokatolicki i filozof, dr n. hum., rektor Wyższego Seminarium Duchownego w Rzeszowie[133]
  - Jerzy Tarajkowski – polski ekonomista, dr hab.[134]
- 16 stycznia
  - Harry Bild – szwedzki piłkarz[135]
  - Sabah Bizi – albański piłkarz[136]
  - Jacques Guittet – francuski szermierz, mistrz świata (1958, 1961, 1962, 1965), medalista olimpijski (1964)[137][138]
  - Joan Plowright – brytyjska aktorka[139]
  - Francisco San Martin(inne języki) – hiszpański aktor[140]
  - Krzysztof Skalski – polski architekt, urbanista, nauczyciel akademicki[141]
  - Adam Stachura – polski matematyk, dr hab., profesor KUL i PL[142]
- 15 stycznia
  - Stephanie Aeffner – niemiecka polityk, deputowana do Bundestagu (2021–2025)[143]
  - Ryszard Kapuściński – polski publicysta, prezes Klubów „Gazety Polskiej”[144]
  - David Lynch – amerykański reżyser, aktor, producent i scenarzysta filmowy[145]
  - Józef Matusz – polski dziennikarz[146][147][148][149]
  - Melba Montgomery(inne języki) – amerykańska piosenkarka country, autorka tekstów[150]
  - Linda Nolan(inne języki) – irlandzka piosenkarka i aktorka[151]
  - Witold Popiołek – polski samorządowiec, starosta powiatu puławskiego (2010–2018)[152]
  - Rosny Smarth – haitański agronom i polityk, premier (1996–1997)[153]
  - Jeannot Szwarc – francuski reżyser i scenarzysta filmowy i telewizyjny[154]
  - Gus Williams – amerykański koszykarz[155]
- 14 stycznia
  - Furio Colombo(inne języki) – włoski dziennikarz i polityk, parlamentarzysta (1996–2001 i 2006–2013), redaktor naczelny dziennika l’Unità (2001–2004)[156]
  - Ladislav Hučko – słowacki duchowny katolicki rytu bizantyjskiego, egzarcha apostolski Republiki Czeskiej (2003–2025)[157]
  - Michał Janiszewski – polski pedagog, polityk, poseł na Sejm RP (1991–1993, 1997–2001)[158]
  - Tadeusz Kołosowski – polski duchowny rzymskokatolicki, salezjanin, historyk, dr hab., profesor UKSW[159]
  - Marianna Krasnodębska – polska działaczka podziemia w czasie II wojny światowej, Sprawiedliwa wśród Narodów Świata[160]
  - Jay Mazur(inne języki)– amerykański działacz związkowy polskiego pochodzenia[161]
  - Małgorzata Mokrzycka-Abramowicz – polska dziennikarka[162]
  - Józef Łopatka – polski kolejarz, działacz opozycji antykomunistycznej[163]
  - Hans Reichelt – wschodnioniemiecki polityk, minister rolnictwa, leśnictwa i żywności (1953, 1955–1963) oraz ochrony środowiska i wody (1972–1990)[164]
  - Janusz Rybczyński – polski lekkoatleta, skoczek wzwyż i aktor niezawodowy[165]
  - Thomas P. Salmon(inne języki) – amerykański polityk i prawnik, gubernator Vermontu (1973–1977)[166]
  - Marta Woydt – polska ekonomistka, działaczka opozycji demokratycznej w PRL[167]
  - Jerzy Żelaśkiewicz – polski żołnierz konspiracji niepodległościowej w czasie II wojny światowej, pułkownik, działacz kombatancki, p.o. prezesa ŚZŻAK (2021)[168]
- 13 stycznia
  - Alicja Bobrowska – polska aktorka, malarka i rzeźbiarka, Miss Polonia (1957)[169]
  - Tony Book(inne języki) – angielski piłkarz i trener[170]
  - Stanisław Brudny – polski aktor[171]
  - Jan Bruzda – polski wykładowca akademicki, prof. dr hab.[172]
  - Bernd Cullmann – niemiecki lekkoatleta, sprinter, mistrz olimpijski (1960)[173]
  - Keith Griffith – barbadoski piłkarz, trener[174]
  - Elgar Howarth(inne języki) – angielski dyrygent, kompozytor i trębacz[175]
  - Maria Łuczyńska-Bruzda – polska wykładowczyni akademicka, prof. dr hab. inż.[172]
  - Anna Mieszkowska – polska pisarka[176]
  - Jean Penders – holenderski historyk i polityk, poseł do Parlamentu Europejskiego (1979–1994)[177]
  - Jerzy Preś – polski zootechnik, profesor[178]
  - Mychajło Stelmach – ukraiński piłkarz, trener[179]
  - Oliviero Toscani – włoski fotografik[180]
  - Edward Walewander – polski duchowny rzymskokatolicki, prałat, pedagog, profesor[181]
  - Şəmsəddin Xanbabayev(inne języki) – azerski polityk, premier Nachiczewańskiej Republiki Autonomicznej (1993–2000)[182]
- 12 stycznia
  - Maciej Bossak – polski inżynier mechanik, profesor[183]
  - Leslie Charleson – amerykańska aktorka[184]
  - Witold Dąbrowski – polski ekonomista i polityk, wojewoda siedlecki (1975–1977), kierownik ministerstwa budownictwa i przemysłu materiałów budowlanych (1981)[185]
  - Claude Jarman Jr. – amerykański aktor[186]
  - Roman Kostrzewski – polski działacz sportowy, sędzia piłkarski[187]
  - Wojciech Król – polski operator filmowy i telewizyjny[188]
  - Isaías Rodríguez(inne języki) – wenezuelski polityk, dyplomata i prawnik, wiceprezydent (2000)[189]
  - Hanna Sibilski(inne języki) – polska scenografka, kostiumolog i charakteryzatorka[190]
- 11 stycznia
  - Beryl Anthony Jr.(inne języki) – amerykański polityk i prawnik, członek Izby Reprezentantów (1979–1993)[191]
  - Jerzy Bauer – polski kompozytor, teoretyk muzyki i dyrygent[192]
  - Hans-Joachim Brauske – niemiecki bokser, medalista Mistrzostw Europy (1971)[193]
  - Barbara Rylska – polska aktorka i wokalistka[194][195][196]
  - Rolf Schweiger(inne języki) – szwajcarski polityk, członek Rady Kantonów (1999–2011), przewodniczący FDP/PRD (2004)[197]
- 10 stycznia
  - Thelma Hopkins – brytyjska lekkoatletka, skoczkini wzwyż, mistrzyni Europy (1954), wicemistrzyni olimpijska (1956), rekordzistka świata (1956)[198]
  - Andrzej Kraśnicki – polski działacz sportowy, prezes ZPRP (2006–2021), prezes PKOl (2010–2023)[199]
  - Jan Ligęza – polski matematyk, dr hab., profesor UŚ[200]
  - Sam Moore(inne języki) – amerykański piosenkarz soulowy, muzyk duetu Sam and Dave[201]
  - Longin Pastusiak – polski polityk, historyk, politolog i amerykanista, poseł na Sejm (1991–2001), wiceprzewodniczący SLD (2008–2012), marszałek Senatu V kadencji (2001–2005)[202]
  - Kamen Penew – bułgarski zapaśnik, mistrz Europy (1983)[203]
  - Kazimierz Sękowski – polski profesor nauk technicznych, pracownik Instytutu Odlewnictwa[204]
- 9 stycznia
  - Anna Balcerska – polska lekarka, dr hab. nauk medycznych, profesor GUM[205][206]
  - Andrzej Marian Bartczak – polski pedagog, malarz, grafik, profesor nauk o sztukach pięknych[207]
  - Gabriel de Broglie(inne języki) – francuski historyk, prawnik i urzędnik państwowy, członek Akademii Francuskiej (2001–2025)[208]
  - Bill Byrge – amerykański aktor filmowy[209]
  - Phyllis Dalton – brytyjska kostiumografka filmowa, laureatka Oscara (1965, 1989)[210]
  - Laurie Holloway(inne języki) – angielski pianista, dyrektor muzyczny i kompozytor[211]
  - Janusz Kozakiewicz – polski technolog chemik i specjalista ochrony środowiska, prof. dr hab.[212]
  - Otto Schenk – austriacki aktor, reżyser teatralny[213]
  - Mariusz Trynkiewicz – polski seryjny morderca[214]
  - Andrzej Wojtal – polski pływak i trener pływacki[215]
- 8 stycznia
  - Fabio Cudicini – włoski piłkarz[216]
  - Kazimierz Czapliński – polski inżynier budownictwa, profesor, prezes KIK we Wrocławiu (1966–1984)[217]
  - Alan Emrich – amerykański dziennikarz, recenzent i twórca gier komputerowych[218]
  - Erita Filipek – polska lekarka, okulistka dziecięca, dr hab.[219]
  - Edmund Skalski – polski duchowny rzymskokatolicki, doktor nauk teologicznych[220]
- 7 stycznia
  - Ayla Erduran – turecka skrzypaczka[221]
  - Winnie Khumalo(inne języki) – południowoafrykańska wokalistka i aktorka[222]
  - Jean-Marie Le Pen – francuski polityk i samorządowiec, przewodniczący Frontu Narodowego (1972–2011), deputowany do ZN (1956–1962 i 1986–1988) i PE (1984–2019), kandydat na prezydenta (1974, 1988, 1995, 2002, 2007)[223]
  - Mirosława Marcheluk – polska aktorka[224]
  - Walter Martos – peruwiański wojskowy i polityk, generał, minister obrony (2019–2020), premier (2020)[225]
  - Brian Matusz(inne języki) – amerykański baseballista polskiego pochodzenia[226]
  - Joseph Trần Xuân Tiếu – wietnamski duchowny rzymskokatolicki, biskup Long Xuyên (2003–2019)[227]
  - Kazimierz Trzęsicki – polski filozof, logik i informatyk, profesor, działacz opozycji demokratycznej w PRL[228]
  - Peter Yarrow(inne języki) – amerykański piosenkarz folkowy, autor piosenek; muzyk zespołu Peter, Paul and Mary[229]
- 6 stycznia
  - Günter Bechly – niemiecki paleontolog, entomolog[230]
  - Chryzostom (Martiszkin) – rosyjsko-litewski duchowny prawosławny, biskup irkucko-czycki (1984–1990), metropolita wileński i litewski (1990–2010)[231]
  - António Couto dos Santos – portugalski chemik, przedsiębiorca i polityk, parlamentarzysta (1987–1995), minister: ds. młodzieży (1987–1991), ds. kontaktów z parlamentem (1991–1992) i edukacji (1992–1993)[232]
  - Henny Eman – arubański polityk, premier (1986–1989 i 1994–2001)[233]
  - Aristide Gunnella – włoski polityk i prawnik, deputowany (1968–1992), minister ds. regionalnych (1987–1988)[234]
  - Wacław Janicki – polski aktor[235]
  - John Bosco Panya Kritcharoen – tajski duchowny rzymskokatolicki, biskup Ratchaburi (2005–2023)[236]
  - Dušan Maravić – serbski piłkarz, mistrz olimpijski (1960)[237]
  - Halina Matysik – polska nauczycielka, harcmistrzyni, działaczka Związku Harcerstwa Polskiego[238]
  - Józef Osek – polski wojskowy, generał brygady, dyrektor Departamentu I MSW (1971–1974)[239]
  - Raymond Saw Po Ray – mjanmański duchowny rzymskokatolicki, biskup Mawlamyine (1993–2023)[240]
  - Krzysztof Sońta – polski nauczyciel, samorządowiec i polityk, poseł na Sejm VI i VII kadencji (2007–2011 i 2014–2015)[241]
  - Witold Szewczyk – polski siatkarz[242]
  - Ludwik Zalewski – polski wojskowy, przedsiębiorca i polityk, podpułkownik, senator VI kadencji (2005–2007)[243]
- 5 stycznia
  - Robert Hübner – niemiecki szachista, arcymistrz[244]
  - Jarosław Kubacki – polski duchowny protestancki i ekumenista, członek zarządu Vrijzinnigen Nederland(inne języki)[245][246][247]
  - Fredrik Lindgren(inne języki) – szwedzki gitarzysta death metalowy, członek zespołu Unleashed[248][249]
  - Bolesław Mroczyński – polski lekkoatleta, doktor nauk o kulturze fizycznej[250]
  - Bernd Nothofer – niemiecki językoznawca, profesor[251]
  - Danuta Ptaszycka-Jackowska – polska geograf, architektka krajobrazu[252]
  - Kostas Simitis – grecki polityk i prawnik, profesor, parlamentarzysta (1985–2009), premier i przewodniczący PASOK (1996–2004)[253]
  - František Šmahel – czeski historyk, mediewista, profesor[254]
  - Urszula Trawińska-Moroz – polska śpiewaczka operowa, reżyser, dyrektor teatru[255]
  - Juan Manuel Villa – hiszpański piłkarz[256]
- 4 stycznia
  - Claude Allègre – francuski geochemik, nauczyciel akademicki i polityk, minister edukacji narodowej, badań naukowych i technologii (1997–2000)[257]
  - Emilio Echevarría(inne języki) – meksykański aktor[258]
  - Ołeksandr Humeniuk – ukraiński piłkarz i trener[259]
  - Marian Kulig – polski architekt, działacz państwowy i piłkarski, wiceprezydent Krakowa i wicewojewoda krakowski (1985–1990)[260]
  - Józef Grzegorz Kurek – polski polityk i samorządowiec, naczelnik gm. Żabia Wola (1981–1988), naczelnik (1988–1990) oraz burmistrz m. i gm. Mszczonów (1990–2025)[261]
  - Julien Poulin(inne języki) – kanadyjski aktor, reżyser, scenarzysta i producent filmowy[262]
  - Halina Zaczek – polska aktorka, profesor, prodziekan Wydziału Aktorskiego PWST w Krakowie (1974–1978) prorektor PWST w Krakowie (1984–1990)[263]
- 3 stycznia
  - Jeff Baena(inne języki) – amerykański reżyser i scenarzysta filmowy[264]
  - William Higi – amerykański duchowny rzymskokatolicki, biskup Lafayette w Indianie (1984–2010)[265]
  - Andrzej Klimczak – polski śpiewak i reżyser[266][267]
  - Ewa Kwiecień – polska leśniczka i dziennikarka[268]
  - Marek Przymusiński – polski radca prawny, działacz związkowy i samorządowiec, burmistrz Jarocina (1990–1994)[269]
  - Andrew Pyper – kanadyjski pisarz[270]
  - Jerzy Tarnawski – polski architekt[271]
  - Gilbert Van Binst – belgijski piłkarz[272]
- 2 stycznia
  - Francesc Antich – hiszpański prawnik, samorządowiec i polityk, prezydent Balearów (1999–2003 i 2007–2011)[273]
  - Maria Jastrzębska – polski analityk medyczny, prof. dr hab. n. med.[274][275]
  - Ágnes Keleti – węgierska gimnastyczka sportowa, pięciokrotna mistrzyni olimpijska (1952, 1956)[276]
  - Maria Rybicka-Kosiak – działaczka opozycji demokratycznej w PRL[277]
  - Karol Krasnodębski – polski inżynier mechanik, działacz związkowy i polityk, więzień polityczny, poseł na Sejm X kadencji (1989–1991)[278]
  - Werner Leimgruber – szwajcarski piłkarz, uczestnik mistrzostw świata (1966)[279]
  - Ralph Mann – amerykański biochemik i lekkoatleta, płotkarz, wicemistrz olimpijski (1972)[280]
  - Russ North(inne języki) – angielski wokalista metalowy, członek grupy Cloven Hoof(inne języki)[281]
  - Cristóbal Ortega – meksykański piłkarz, uczestnik mistrzostw świata (1978, 1986)[282]
  - Stefan Pruszyński – polski specjalista ochrony roślin, profesor, dyrektor IOR (1989–2007)[283]
  - Ferdi Tayfur(inne języki) – turecki aktor i piosenkarz[284]
  - John Wijngaards – holenderski teolog i działacz na rzecz kapłaństwa kobiet, były duchowny rzymskokatolicki[285]
  - Ján Zachara – słowacki bokser, mistrz olimpijski (1952)[286]
- 1 stycznia
  - Wiktor Ałksnis – rosyjski wojskowy, polityk, deputowany do Dumy Państwowej (1999–2007)[287]
  - Antoni Basta – polski profesor, doktor nauk medycznych z zakresu ginekologii i położnictwa[288]
  - Leo Dan(inne języki) – argentyński piosenkarz[289]
  - Jean-Michel Defaye(inne języki) – francuski kompozytor i pianista[290]
  - Andrzej Grzybkowski – polski historyk sztuki i fotografik, profesor[291]
  - David Lodge – brytyjski pisarz[292]
  - Chad Morgan(inne języki) – australijski piosenkarz country i gitarzysta[293]
  - Wiktor Nastaszewski – ukraiński piłkarz[294]
  - Andrzej Nowosad – polski wykładowca, dr. hab., pracownik Instytutu Dziennikarstwa, Mediów i Komunikacji Społecznej UJ[295]
  - Sally Oppenheim-Barnes – brytyjska polityczka, członkini Izby Gmin (1970–1987) i Izby Lordów (1989–2019)[296]
  - Nora Orlandi(inne języki) – włoska kompozytorka muzyki filmowej[297]
  - Wayne Osmond(inne języki) – amerykański piosenkarz, członek grupy The Osmonds[298]
  - Zdzisław Skupień – polski matematyk[299]
- nieznana data dzienna
  - George Eremei – radziecki i mołdawski polityk, I sekretarz Komunistycznej Partii Mołdawii (1991), ambasador Mołdawii na Białorusi (1993–1994) i w Izraelu (1994–1998)[300]
  - Adolf Fryderyk Korczyk – polski botanik i genetyk, prof. dr hab.[301]
  - Zygmunt Stuchlik – polski artysta malarz, grafik, publicysta i działacz społeczny[302]
  - Margarita Sztyrkełowa – bułgarska koszykarka, medalistka olimpijska (1976)[303]